# Список умерших в 1074 году
В этой статье представлен список известных людей, умерших в 1074 году.
См. также: Категория:Умершие в 1074 году

## Февраль

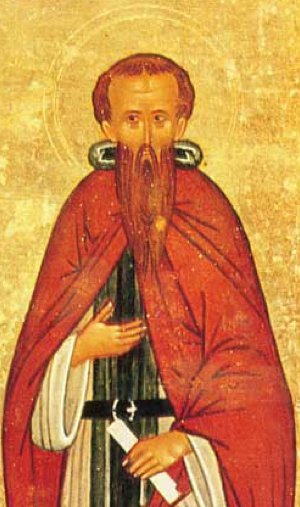
Феодосий Печерский

- 7 февраля — Пандульф IV — последний лангобардский князь Беневенто (1056—1074)

## Март
- 2 марта — Фудзивара-но Ёримити — японский политический деятель, имперский регент сэссё (1017—1019), советник кампаку (1019—1067) и дайдзё-дайдзин (1061—1062).

## Апрель

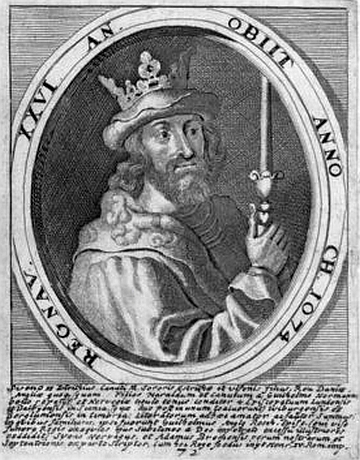
Свен II Эстридсен

- 25 апреля — Герман I — маркграф Вероны (с 1061), граф Брейсгау, основатель династии, правившей с 1112 года в маркграфстве Баден.
- 28 апреля — Свен II Эстридсен — король Дании (1047—1074?) (некоторые называют 1076 год)

## Май
- 3 мая — Феодосий Печерский — православный монах, святой Русской церкви, почитаемый в лике преподобного, один из основателей Киево-Печерской лавры

## Дата неизвестна или требует уточнения

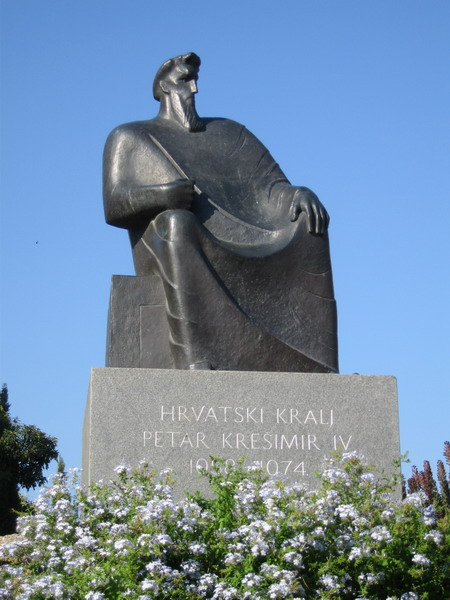
Петар Крешимир IV

- Бенедикт X — антипапа (1058—1059).
- Геллир Ревун сын Бёльверка[исп.] — исландский законоговоритель (1054—1062, 1072—1074)
- Гозлен I де Пороэт — виконт де Тро с 1046 года
- Госфред II — граф Руссильона (1013—1074).
- Иларион Печерский — преподобный схимник Киево-Печерского монастыря.
- Кадуган ап Мейриг — титулярный король Гвента и Гливисинга (1063—1074)
- Петар Крешимир IV — король Хорватии с 1058 года.
- Раймон Бернар Транкавель — виконт Альби и Нима, вассал графов Тулузы.
- Рауль IV де Вексен — граф Валуа с 1038 года, граф де Бар-сюр-Об (как Рауль I) и граф де Витри-ан-Пертуа (? — 1053), граф Мондидье (как Рауль I) (ок. 1060—1074), граф Амьенский (как Рауль III) с 1063 года, граф Вексена (как Рауль III) с 1063 года, граф Перонны (как Рауль I) (ок. 1071/1072 — 1074).
- Рудраварман III — царь Тямпы (1061—1069).
- Императрица Шоши[англ.] — японская императрица-консорт (1000—1011), жена императора Итидзё.
- Цуй Бо — китайский художник.